# Eishockey-Weltmeisterschaft der U18-Frauen 2022
Die 14. Eishockey-Weltmeisterschaften der U18-Frauen der Internationalen Eishockey-Föderation IIHF waren die Eishockey-Weltmeisterschaften des Jahres 2022 in der Altersklasse der Unter-Achtzehnjährigen (U18). Insgesamt nahmen 27 Nationalmannschaften an den vier Turnieren der Top-Division sowie der Divisionen I und II teil. Nachdem bereits im Vorjahr alle Turniere der Weltmeisterschaft wegen der COVID-19-Pandemie von der Internationalen Eishockey-Föderation abgesagt worden waren, mussten auch die für Januar 2022 geplanten Turniere vorerst abgesagt werden. Im Februar 2022 gab die IIHF bekannt, dass die Turniere im Sommer 2022 nachgeholt werden sollen. Das ursprünglich vom 8. bis 15. Januar 2022 in den schwedischen Städten Linköping und Mjölby geplante Turnier der Top-Division wurde dabei in den Vereinigten Staaten gespielt.

## Teilnehmer, Austragungsorte und -zeiträume
Aufgrund des russischen Überfall auf die Ukraine schloss die IIHF am 28. Februar 2022 den russischen sowie den belarussischen Verband von allen Turnieren bis August 2022 aus.
- Top-Division: 6. bis 13. Juni 2022 in Madison und Middleton, Wisconsin, USA

Teilnehmer:  Deutschland (Aufsteiger),  Finnland,  Kanada (Titelverteidiger),  Russland,  Schweden,  Schweiz,  Slowakei,  Tschechien,  USA
- Division I
  - Gruppe A: 3. bis 8. April 2022 in Győr, Ungarn
Teilnehmer:  Frankreich,  Italien,  Japan,  Norwegen (Aufsteiger),  Ungarn
  - Gruppe B: 6. bis 11. September 2022 in Radenthein, Österreich[3]
Teilnehmer:  Republik China (Taiwan) (Aufsteiger),  Dänemark (Absteiger),  Österreich,  Polen,  Südkorea
- Division II: 27. Juni bis 5. Juli 2022 in Istanbul, Türkei
  - Gruppe A:
Teilnehmer:  Großbritannien (Absteiger),  Mexiko,  Türkei
  - Gruppe B
Teilnehmer:  Niederlande (Aufsteiger),  Kasachstan,  Lettland (Neuling)
  - Gruppe C
Teilnehmer:  Australien,  Island (Neuling),  Spanien

Die  Volksrepublik China zog ihre Teilnahme an der Gruppe B der Division I wegen der COVID-19-Pandemie zurück.  Neuseeland zog seine Teilnahme an der Division II aufgrund der Reiseeinschränkungen aus Australien und Ozeanien aufgrund der COVID-19-Pandemie zurück.

## Top-Division
Die U18-Weltmeisterschaft der Top-Division wurde vom 6. bis 13. Juni 2022 in der US-amerikanischen Städten Madison und Middleton im Bundesstaat Wisconsin ausgetragen. Die Spiele fanden in der LaBahn Ice Arena in Madison mit einer Kapazität von 2.273 Plätzen sowie in der Bob Suter’s Capitol Ice Arena in Middleton, die 1.300 Zuschauern Platz bietet, statt.
Am Turnier nahmen acht Nationalmannschaften teil, die in zwei leistungsmäßig abgestuften Gruppen zu je vier Teams spielten. Dabei setzten sich die beiden Gruppen nach den Platzierungen der Nationalmannschaften bei der Weltmeisterschaft 2020 nach folgendem Schlüssel zusammen:
| Gruppe A     | Gruppe B        |
| USA (1)      | Tschechien (6)  |
| Kanada (2)   | Schweiz (7)     |
| Finnland (4) | Slowakei (8)    |
| Schweden (5) | Deutschland (9) |

### Modus
Nach den Gruppenspielen der Vorrunde qualifizierten sich der Gruppenerste und -zweite der Gruppe A direkt für das Halbfinale. Der Dritte und Vierte derselben Gruppe erreichten das Viertelfinale. In der Gruppe B galt dies für den Gruppenersten und -zweiten. Die Teams im Viertelfinale bestritten je ein Qualifikationsspiel zur Halbfinalteilnahme. Der Dritte und Vierte der Gruppe B bestritten eine Best-of-Three-Runde um den siebten Platz sowie den Abstieg in die Division IA.

### Austragungsorte
| Madison |

| Middleton |

| Madison |

| Middleton |

### Vorrunde

#### Gruppe A
| 6. Juni 2022 16:00 Uhr (Ortszeit) | 6. Juni 2022 23:00 Uhr (MESZ) | Kanada | 0:2 (0:0, 0:1, 0:1) Spielbericht | Finnland | LaBahn Ice Arena, Madison Zuschauer: 1.035 |

| 6. Juni 2022 20:00 Uhr | 7. Juni 2022 3:00 Uhr | Schweden | 1:6 (0:4, 0:1, 1:1) Spielbericht | USA | LaBahn Ice Arena, Madison Zuschauer: 1.071 |

| 7. Juni 2022 16:00 Uhr | 7. Juni 2022 23:00 Uhr | Kanada | 3:1 (2:0, 1:1, 0:0) Spielbericht | Schweden | LaBahn Ice Arena, Madison Zuschauer: 896 |

| 7. Juni 2022 20:00 Uhr | 8. Juni 2022 3:00 Uhr | USA | 5:0 (2:0, 0:0, 3:0) Spielbericht | Finnland | LaBahn Ice Arena, Madison Zuschauer: 944 |

| 9. Juni 2022 16:00 Uhr | 9. Juni 2022 23:00 Uhr | Finnland | 3:4 (1:2, 1:0, 1:2) Spielbericht | Schweden | LaBahn Ice Arena, Madison Zuschauer: 2.121 |

| 9. Juni 2022 20:00 Uhr | 10. Juni 2022 3:00 Uhr | USA | 7:0 (3:0, 2:0, 2:0) Spielbericht | Kanada | LaBahn Ice Arena, Madison Zuschauer: 2.180 |

| Pl. |          | Sp | S | OTS | OTN | N | Tore  | Punkte |
| 1.  | USA      | 3  | 3 | 0   | 0   | 0 | 18:01 | 9      |
| 2.  | Finnland | 3  | 1 | 0   | 0   | 2 | 05:09 | 3      |
| 3.  | Kanada   | 3  | 1 | 0   | 0   | 2 | 03:10 | 3      |
| 4.  | Schweden | 3  | 1 | 0   | 0   | 2 | 06:12 | 3      |

Abkürzungen: Pl. = Platz, Sp = Spiele, S = Siege, OTS = Siege nach Verlängerung (Overtime) oder Penaltyschießen, OTN = Niederlagen nach Verlängerung oder Penaltyschießen, N = Niederlagen

Erläuterungen: Halbfinalqualifikant, Viertelfinalqualifikant

#### Gruppe B
| 6. Juni 2022 16:00 Uhr (Ortszeit) | 6. Juni 2022 23:00 Uhr (MESZ) | Slowakei | 0:4 (0:0, 0:2, 0:2) Spielbericht | Tschechien | Bob Suter’s Capitol Ice Arena, Middleton Zuschauer: 233 |

| 6. Juni 2022 20:00 Uhr | 7. Juni 2022 3:00 Uhr | Schweiz | 0:1 (0:0, 0:0, 0:1) Spielbericht | Deutschland | Bob Suter’s Capitol Ice Arena, Middleton Zuschauer: 250 |

| 7. Juni 2022 16:00 Uhr | 7. Juni 2022 23:00 Uhr | Tschechien | 6:2 (1:0, 2:1, 3:1) Spielbericht | Deutschland | Bob Suter’s Capitol Ice Arena, Middleton Zuschauer: 307 |

| 7. Juni 2022 20:00 Uhr | 8. Juni 2022 3:00 Uhr | Schweiz | 3:1 (0:0, 1:1, 2:0) Spielbericht | Slowakei | Bob Suter’s Capitol Ice Arena, Middleton Zuschauer: 336 |

| 9. Juni 2022 16:00 Uhr | 9. Juni 2022 23:00 Uhr | Tschechien | 2:0 (0:0, 1:0, 1:0) Spielbericht | Schweiz | Bob Suter’s Capitol Ice Arena, Middleton Zuschauer: 509 |

| 9. Juni 2022 20:00 Uhr | 10. Juni 2022 3:00 Uhr | Deutschland | 2:6 (1:2, 0:1, 1:3) Spielbericht | Slowakei | Bob Suter’s Capitol Ice Arena, Middleton Zuschauer: 213 |

| Pl. |             | Sp | S | OTS | OTN | N | Tore  | Punkte |
| 1.  | Tschechien  | 3  | 3 | 0   | 0   | 0 | 12:02 | 9      |
| 2.  | Slowakei    | 3  | 1 | 0   | 0   | 2 | 07:09 | 3      |
| 3.  | Schweiz     | 3  | 1 | 0   | 0   | 2 | 03:04 | 3      |
| 4.  | Deutschland | 3  | 1 | 0   | 0   | 2 | 05:12 | 3      |

Abkürzungen: Pl. = Platz, Sp = Spiele, S = Siege, OTS = Siege nach Verlängerung (Overtime) oder Penaltyschießen, OTN = Niederlagen nach Verlängerung oder Penaltyschießen, N = Niederlagen

Erläuterungen: Viertelfinalqualifikant, Abstiegsrundenqualifikant

### Abstiegsrunde
Die Relegationsrunde wurde im Modus Best-of-Three ausgetragen. Hierbei trafen der Dritt- und Viertplatzierte der Gruppe B aufeinander. Die Mannschaft, die von maximal drei Spielen zuerst zwei für sich entscheiden konnte, verblieb in der WM-Gruppe, der Verlierer stieg in die Division I ab.
| 10. Juni 2022 16:00 Uhr (Ortszeit) | 10. Juni 2022 23:00 Uhr (MESZ) | Schweiz | 1:0 (0:0, 0:0, 1:0) Spielbericht Stand: 1:0 | Deutschland | Bob Suter’s Capitol Ice Arena, Middleton Zuschauer: 256 |

| 12. Juni 2022 14:30 Uhr | 12. Juni 2022 21:30 Uhr | Deutschland | 3:7 (0:3, 0:3, 3:1) Spielbericht Stand: 0:2 | Schweiz | Bob Suter’s Capitol Ice Arena, Middleton Zuschauer: 305 |

### Finalrunde
|  | Viertelfinale    | Viertelfinale | Viertelfinale |    |          | Halbfinale | Halbfinale | Halbfinale |    |          | Finale           | Finale           | Finale           |
|  |                  |               |               |    |          |            |            |            |    |          |                  |                  |                  |
|  |                  |               |               |    |          | A1         | USA        | 3          |    |          |                  |                  |                  |
|  | A4               | Schweden      | 2             |    |          | A4         | Schweden   | 2          |    |          |                  |                  |                  |
|  | B1               | Tschechien    | 1             |    |          |            |            |            |    | A1       | USA              | 2                |                  |
|  |                  |               |               |    | A3       | Kanada     | 3          |            |    |          |                  |                  |                  |
|  |                  |               |               | A2 | Finnland | 1          |            |            |    |          |                  |                  |                  |
|  | A3               | Kanada        | 7             |    |          | A3         | Kanada     | 2          |    |          | Spiel um Platz 3 | Spiel um Platz 3 | Spiel um Platz 3 |
|  | B2               | Slowakei      | 0             |    |          |            |            |            | A2 | Finnland | 3                |                  |                  |
|  |                  |               |               | A4 | Schweden | 0          |            |            |    |          |                  |                  |                  |
|  |                  |               |               |    |          |            |            |            |    |          |                  |                  |                  |
|  | Spiel um Platz 5 |               |               |    |          |            |            |            |    |          |                  |                  |                  |
|  | B1               | Tschechien    | 7             |    |          |            |            |            |    |          |                  |                  |                  |
|  | B2               | Slowakei      | 2             |    |          |            |            |            |    |          |                  |                  |                  |

#### Viertelfinale
| 10. Juni 2022 16:00 Uhr (Ortszeit) | 10. Juni 2022 23:00 Uhr (MESZ) | Kanada | 7:0 (2:0, 2:0, 3:0) Spielbericht | Slowakei | LaBahn Ice Arena, Madison Zuschauer: 1.433 |

| 10. Juni 2022 20:00 Uhr | 11. Juni 2022 3:00 Uhr | Schweden | 2:1 (1:1, 1:0, 0:0) Spielbericht | Tschechien | LaBahn Ice Arena, Madison Zuschauer: 1.448 |

#### Spiel um Platz 5
| 12. Juni 2022 18:30 Uhr | 13. Juni 2022 1:30 Uhr | Tschechien | 7:2 (0:1, 6:0, 1:1) Spielbericht | Slowakei | Bob Suter’s Capitol Ice Arena, Middleton Zuschauer: 326 |

#### Halbfinale
| 12. Juni 2022 14:30 Uhr | 12. Juni 2022 21:30 Uhr | Finnland | 1:2 (0:1, 1:0, 0:1) Spielbericht | Kanada | LaBahn Ice Arena, Madison Zuschauer: 2.006 |

| 12. Juni 2022 18:30 Uhr | 13. Juni 2022 1:30 Uhr | USA | 3:2 (1:0, 0:2, 2:0) Spielbericht | Schweden | LaBahn Ice Arena, Madison Zuschauer: 2.051 |

#### Spiel um Platz 3
| 13. Juni 2022 15:30 Uhr | 13. Juni 2022 22:30 Uhr | Finnland | 3:0 (0:0, 1:0, 2:0) Spielbericht | Schweden | LaBahn Ice Arena, Madison Zuschauer: 2.273 |

#### Finale
| 13. Juni 2022 19:30 Uhr | 14. Juni 2022 2:30 Uhr | USA | 2:3 (0:1, 2:2, 0:0) Spielbericht | Kanada | LaBahn Ice Arena, Madison Zuschauer: 2.288 |

### Statistik

#### Beste Scorerinnen
Abkürzungen: Sp = Spiele, T = Tore, V = Assists, Pkt = Punkte, +/− = Plus/Minus, SM = Strafminuten; Fett: Turnierbestwert
| Spieler            | Team       | Sp | T | V | Pkt | +/− | SM |
| ------------------ | ---------- | -- | - | - | --- | --- | -- |
| Tereza Plosová     | Tschechien | 5  | 3 | 7 | 10  | +8  | 0  |
| Adéla Šapovalivová | Tschechien | 5  | 3 | 6 | 9   | +10 | 2  |
| Laila Edwards      | USA        | 5  | 4 | 4 | 8   | +4  | 2  |
| Tereza Pištěková   | Tschechien | 5  | 4 | 4 | 8   | +9  | 0  |
| Sydney Morrow      | USA        | 5  | 1 | 7 | 8   | +7  | 4  |
| Alina Marti        | Schweiz    | 5  | 2 | 5 | 7   | ±0  | 4  |
| Tessa Janecke      | USA        | 5  | 3 | 3 | 6   | +3  | 2  |
| Sanni Vanhanen     | Finnland   | 5  | 3 | 3 | 6   | +3  | 2  |
| Tuva Kandell       | Schweden   | 6  | 1 | 5 | 6   | −4  | 6  |
| Ava Murphy         | Kanada     | 6  | 2 | 3 | 5   | +1  | 4  |

#### Beste Torhüterinnen
Abkürzungen: Sp = Spiele, Min = Eiszeit (in Minuten), GT = Gegentore, SO = Shutouts, Sv% = gehaltene Schüsse (in %), GTS = Gegentorschnitt; Fett: Turnierbestwert
| Spieler           | Team       | Sp | Min    | GT | SO | Sv%   | GTS  |
| ----------------- | ---------- | -- | ------ | -- | -- | ----- | ---- |
| Emilia Kyrkkö     | Finnland   | 4  | 238:44 | 6  | 2  | 95,86 | 1,51 |
| Michaela Hesová   | Tschechien | 5  | 286:34 | 5  | 2  | 94,38 | 1,05 |
| Mari Pieterson    | Kanada     | 5  | 273:17 | 6  | 1  | 93,75 | 1,32 |
| Annelies Bergmann | USA        | 4  | 238:29 | 6  | 1  | 93,41 | 1,51 |
| Lisa Jönsson      | Schweden   | 5  | 292:03 | 13 | 0  | 93,19 | 2,67 |

### Abschlussplatzierungen
| Pl. | Team        |
| --- | ----------- |
| 1   | Kanada      |
| 2   | USA         |
| 3   | Finnland    |
| 4   | Schweden    |
| 5   | Tschechien  |
| 6   | Slowakei    |
| 7   | Schweiz     |
| 8   | Deutschland |

### Titel, Auf- und Abstieg
| Weltmeister Kanada | Holly Abela, Avi Adam, Jocelyn Amos, Alexia Aubin, Jordan Baxter, Madison Chantler, Brooke Disher, Piper Grober, Tova Henderson, Rhea Hicks, Jade Iginla, Reichen Kirchmair, Alexandra Law, Sarah MacEachern, Hailey MacLeod, Ava Murphy, Emmalee Pais, Mari Pieterson, Karel Préfontaine, Alyssa Regalado, Sara Swiderski, McKenna Van Gelder Trainer: Howie Draper |

| Silber USA | Annelies Bergmann, Elyssa Biederman, Danielle Burgen, Grace Dwyer, Laila Edwards, Claire Enright, Jenessa Gazdik, Kelly Gorbatenko, Cassie Hall, Tessa Janecke, Molly Jordan, Madison Kaiser, Ava Lindsay, Finley McCarthy, Ava McNaughton, Sydney Morrow, Emma Peschel, Laney Potter, Maggie Scannell, Kirsten Simms, Josie St. Martin, Ava Svejkovsky Trainer: Katie Lachapelle |

| Bronze Finnland | Anna-Kaisa Antti-Roiko, Nella Berg, Ada Eronen, Oona Havana, Sofia Kari, Tilli Keränen, Heidi Kokora, Jenniina Kuoppala, Emilia Kyrkkö, Kerttu Lehmus, Adalmiina Makkonen, Raili Mustonen, Neea Pelkonen, Pauliina Salonen, Julia Schalin, Tuuli Tallinen, Hannele Tarkiainen, Sanni Vanhanen, Sinna Varjonen, Satu-Maaria Vihervuori, Peppi-Pauliina Virtanen, Siiri Yrjölä Trainer: Mira Kuisma |

| Absteiger in die Division IA:   | Deutschland |
| Aufsteiger in die Top-Division: | Japan       |

### Auszeichnungen
Spielertrophäen
| Auszeichnung          | Spielerin     | Team     |
| --------------------- | ------------- | -------- |
| Beste Torhüterin      | Emilia Kyrkkö | Finnland |
| Beste Verteidigerin   | Tuva Kandell  | Schweden |
| Beste Stürmerin       | Laila Edwards | USA      |
| Wertvollste Spielerin | Laila Edwards | USA      |

All-Star-Team
| Angriff:      | Adéla Šapovalivová – Laila Edwards – Sanni Vanhanen |
| Verteidigung: | Sydney Morrow – Sara Swiderski                      |
| Tor:          | Emilia Kyrkkö                                       |

## Division I

### Gruppe A in Győr, Ungarn
Das Turnier der Gruppe A der Division I wurde vom 3. bis 8. April 2022 im ungarischen Győr ausgetragen. Die Spiele fanden in der 1.800 Zuschauer fassenden Nemak Jégcsarnok statt. Insgesamt besuchten 1.093 Zuschauer die zehn Turnierspiele, was einem Schnitt von 109 pro Partie entspricht.
Durch vier ungefährdete Zu-Null-Siege kehrten die Japanerinnen nach dreijähriger Abstinenz in die Top-Division zurück, während Aufsteiger Norwegen nach vier Niederlagen und nur einem gewonnenen Punkt den Gang zurück in die Gruppe B der Division I antreten mussten.
| 3. April 2022 13:00 Uhr (Ortszeit) | Japan | 3:0 (2:0, 1:0, 0:0) Spielbericht | Frankreich | Nemak Jégcsarnok, Győr Zuschauer: 56 |

| 3. April 2022 16:30 Uhr | Norwegen | 1:7 (0:3, 0:2, 1:2) Spielbericht | Ungarn | Nemak Jégcsarnok, Győr Zuschauer: 187 |

| 4. April 2022 16:30 Uhr | Italien | 3:2 n. P. (2:0, 0:1, 0:1, 0:0, 1:0) Spielbericht | Norwegen | Nemak Jégcsarnok, Győr Zuschauer: 72 |

| 5. April 2022 13:00 Uhr | Italien | 0:3 (0:0, 0:1, 0:2) Spielbericht | Japan | Nemak Jégcsarnok, Győr Zuschauer: 23 |

| 5. April 2022 16:30 Uhr | Ungarn | 2:3 (0:1, 0:2, 2:0) Spielbericht | Frankreich | Nemak Jégcsarnok, Győr Zuschauer: 156 |

| 6. April 2022 16:30 Uhr | Norwegen | 0:13 (0:3, 0:7, 0:3) Spielbericht | Japan | Nemak Jégcsarnok, Győr Zuschauer: 58 |

| 7. April 2022 13:00 Uhr | Frankreich | 3:2 (3:1, 0:0, 0:1) Spielbericht | Norwegen | Nemak Jégcsarnok, Győr Zuschauer: 113 |

| 7. April 2022 16:30 Uhr | Ungarn | 1:2 n. P. (0:0, 0:1, 1:0, 0:0, 0:1) Spielbericht | Italien | Nemak Jégcsarnok, Győr Zuschauer: 133 |

| 8. April 2022 13:00 Uhr | Frankreich | 3:2 n. V. (0:0, 1:2, 1:0, 1:0) Spielbericht | Italien | Nemak Jégcsarnok, Győr Zuschauer: 39 |

| 8. April 2022 16:30 Uhr | Japan | 7:0 (4:0, 2:0, 1:0) Spielbericht | Ungarn | Nemak Jégcsarnok, Győr Zuschauer: 256 |

| Pl. |            | Sp | S | OTS | OTN | N | Tore  | Punkte |
| 1.  | Japan      | 4  | 4 | 0   | 0   | 0 | 26:0  | 12     |
| 2.  | Frankreich | 4  | 2 | 1   | 0   | 1 | 09:09 | 8      |
| 3.  | Italien    | 4  | 0 | 2   | 1   | 1 | 07:09 | 5      |
| 4.  | Ungarn     | 4  | 1 | 0   | 1   | 2 | 10:13 | 4      |
| 5.  | Norwegen   | 4  | 0 | 0   | 1   | 3 | 05:26 | 1      |

Abkürzungen: Pl. = Platz, Sp = Spiele, S = Siege, OTS = Siege nach Verlängerung (Overtime) oder Penaltyschießen, OTN = Niederlagen nach Verlängerung oder Penaltyschießen, N = Niederlagen

Erläuterungen: Aufsteiger in die Top-Division, Absteiger in die Division IB

### Gruppe B in Radenthein, Österreich
Das Turnier der Gruppe B der Division I wurde vom 6. bis 11. September 2022 im österreichischen Radenthein ausgetragen. Die Spiele fanden in der 300 Zuschauer fassenden Nockhalle statt. Insgesamt besuchten 2.065 Zuschauer die zehn Turnierspiele, was einem Schnitt von 206 pro Partie entspricht.
| 6. September 2022 15:00 Uhr (Ortszeit) | Dänemark | 4:0 (0:0, 0:0, 4:0) Spielbericht | Republik China (Taiwan) | Nockhalle, Radenthein Zuschauer: 150 |

| 6. September 2022 19:00 Uhr | Österreich | 2:3 n. V. (1:1, 0:0, 1:1, 0:1) Spielbericht | Südkorea | Nockhalle, Radenthein Zuschauer: 265 |

| 7. September 2022 15:00 Uhr | Republik China (Taiwan) | 4:1 (1:1, 2:0, 1:0) Spielbericht | Südkorea | Nockhalle, Radenthein Zuschauer: 145 |

| 7. September 2022 19:00 Uhr | Polen | 0:4 (0:2, 0:0, 0:2) Spielbericht | Österreich | Nockhalle, Radenthein Zuschauer: 275 |

| 8. September 2022 17:00 Uhr | Polen | 2:1 (0:0, 2:1, 0:0) Spielbericht | Dänemark | Nockhalle, Radenthein Zuschauer: 265 |

| 9. September 2022 15:00 Uhr | Südkorea | 3:1 (1:0, 2:0, 0:1) Spielbericht | Dänemark | Nockhalle, Radenthein Zuschauer: 200 |

| 9. September 2022 19:00 Uhr | Österreich | 10:1 (3:1, 1:0, 6:0) Spielbericht | Republik China (Taiwan) | Nockhalle, Radenthein Zuschauer: 250 |

| 10. September 2022 16:00 Uhr | Republik China (Taiwan) | 2:1 n. V. (1:0, 0:1, 0:0, 1:0) Spielbericht | Polen | Nockhalle, Radenthein Zuschauer: 125 |

| 11. September 2022 14:00 Uhr | Südkorea | 1:2 (0:1, 0:1, 1:0) Spielbericht | Polen | Nockhalle, Radenthein Zuschauer: 115 |

| 11. September 2022 18:00 Uhr | Dänemark | 1:2 (0:0, 1:1, 0:1) Spielbericht | Österreich | Nockhalle, Radenthein Zuschauer: 275 |

| Pl. |                         | Sp | S | OTS | OTN | N | Tore  | Punkte |
| 1.  | Österreich              | 4  | 3 | 0   | 1   | 0 | 18:05 | 10     |
| 2.  | Polen                   | 4  | 2 | 0   | 1   | 1 | 05:08 | 7      |
| 3.  | Republik China (Taiwan) | 4  | 1 | 1   | 0   | 2 | 07:16 | 5      |
| 4.  | Südkorea                | 4  | 1 | 1   | 0   | 2 | 08:09 | 5      |
| 5.  | Dänemark                | 4  | 1 | 0   | 0   | 3 | 07:07 | 3      |
| –   | Volksrepublik China     | –  | – | –   | –   | – | –0:0– | –      |

Abkürzungen: Pl. = Platz, Sp = Spiele, S = Siege, OTS = Siege nach Verlängerung (Overtime) oder Penaltyschießen, OTN = Niederlagen nach Verlängerung oder Penaltyschießen, N = Niederlagen

Erläuterungen: Aufsteiger in die Division IA, Turnierabsage

### Auf- und Abstieg
| Absteiger in die Division IA:   | Deutschland   |
| Aufsteiger in die Top-Division: | Japan         |
| Absteiger in die Division IB:   | Norwegen      |
| Aufsteiger in die Division IA:  | Österreich    |
| Absteiger in die Division II:   | ~Niemandsland |
| Aufsteiger in die Division IB:  | Spanien       |

## Division II
Das Turnier der Division II wurde zwischen dem 27. Juni und 5. Juli 2022 in der türkischen Metropole Istanbul ausgetragen. Die Spiele fanden in der Haupthalle des ArenaPark-Einkaufszentrums statt. Insgesamt besuchten 3.714 Zuschauer die 22 Turnierspiele, was einem Schnitt von 168 pro Partie entspricht.

### Vorrunde

#### Gruppe A
| 27. Juni 2022 20:00 Uhr (Ortszeit) | Mexiko | 0:6 (0:1, 0:3, 0:2) Spielbericht | Großbritannien | ArenaPark Haupthalle, Istanbul Zuschauer: 63 |

| 28. Juni 2022 20:00 Uhr | Türkei | 2:1 n. P. (0:0, 1:1, 0:0, 0:0, 1:0) Spielbericht | Mexiko | ArenaPark Haupthalle, Istanbul Zuschauer: 695 |

| 29. Juni 2022 20:00 Uhr | Großbritannien | 6:0 (2:0, 3:0, 1:0) Spielbericht | Türkei | ArenaPark Haupthalle, Istanbul Zuschauer: 557 |

| Pl. |                | Sp | S | OTS | OTN | N | Tore  | Punkte |
| --- | -------------- | -- | - | --- | --- | - | ----- | ------ |
| 1.  | Großbritannien | 2  | 2 | 0   | 0   | 0 | 12:0  | 6      |
| 2.  | Türkei         | 2  | 0 | 1   | 0   | 1 | 02:07 | 2      |
| 3.  | Mexiko         | 2  | 0 | 0   | 1   | 1 | 01:08 | 1      |

Abkürzungen: Pl. = Platz, Sp = Spiele, S = Siege, OTS = Siege nach Verlängerung (Overtime) oder Penaltyschießen, OTN = Niederlagen nach Verlängerung oder Penaltyschießen, N = Niederlagen

Erläuterungen: Teilnehmer an der Gruppe D, Teilnehmer an der Gruppe E, Teilnehmer an der Gruppe F

#### Gruppe B
| 27. Juni 2022 16:30 Uhr (Ortszeit) | Lettland | 2:5 (1:2, 1:2, 0:1) Spielbericht | Niederlande | ArenaPark Haupthalle, Istanbul Zuschauer: 52 |

| 28. Juni 2022 16:30 Uhr | Kasachstan | 1:5 (0:3, 1:2, 0:0) Spielbericht | Lettland | ArenaPark Haupthalle, Istanbul Zuschauer: 32 |

| 29. Juni 2022 16:30 Uhr | Niederlande | 6:0 (3:0, 0:0, 3:0) Spielbericht | Kasachstan | ArenaPark Haupthalle, Istanbul Zuschauer: 42 |

| Pl. |             | Sp | S | OTS | OTN | N | Tore  | Punkte |
| --- | ----------- | -- | - | --- | --- | - | ----- | ------ |
| 1.  | Niederlande | 2  | 2 | 0   | 0   | 0 | 11:02 | 6      |
| 2.  | Lettland    | 2  | 1 | 0   | 0   | 1 | 07:06 | 3      |
| 3.  | Kasachstan  | 2  | 0 | 0   | 0   | 2 | 01:11 | 0      |

Abkürzungen: Pl. = Platz, Sp = Spiele, S = Siege, OTS = Siege nach Verlängerung (Overtime) oder Penaltyschießen, OTN = Niederlagen nach Verlängerung oder Penaltyschießen, N = Niederlagen

Erläuterungen: Teilnehmer an der Gruppe D, Teilnehmer an der Gruppe E, Teilnehmer an der Gruppe F

#### Gruppe C
| 27. Juni 2022 13:00 Uhr (Ortszeit) | Island | 1:5 (0:1, 0:1, 1:3) Spielbericht | Australien | ArenaPark Haupthalle, Istanbul Zuschauer: 74 |

| 28. Juni 2022 13:00 Uhr | Spanien | 11:0 (4:0, 7:0, 0:0) Spielbericht | Island | ArenaPark Haupthalle, Istanbul Zuschauer: 84 |

| 29. Juni 2022 13:00 Uhr | Australien | 1:4 (0:2, 0:0, 1:2) Spielbericht | Spanien | ArenaPark Haupthalle, Istanbul Zuschauer: 73 |

| Pl. |            | Sp | S | OTS | OTN | N | Tore  | Punkte |
| --- | ---------- | -- | - | --- | --- | - | ----- | ------ |
| 1.  | Spanien    | 2  | 2 | 0   | 0   | 0 | 15:01 | 6      |
| 2.  | Australien | 2  | 1 | 0   | 0   | 1 | 06:05 | 3      |
| 3.  | Island     | 2  | 0 | 0   | 0   | 2 | 01:16 | 0      |

Abkürzungen: Pl. = Platz, Sp = Spiele, S = Siege, OTS = Siege nach Verlängerung (Overtime) oder Penaltyschießen, OTN = Niederlagen nach Verlängerung oder Penaltyschießen, N = Niederlagen

Erläuterungen: Teilnehmer an der Gruppe D, Teilnehmer an der Gruppe E, Teilnehmer an der Gruppe F

### Qualifikationsrunde

#### Gruppe D
| 1. Juli 2022 20:00 Uhr (Ortszeit) | Spanien | 4:0 (2:0, 1:0, 1:0) Spielbericht | Großbritannien | ArenaPark Haupthalle, Istanbul Zuschauer: 110 |

| 2. Juli 2022 20:00 Uhr | Spanien | 4:0 (0:0, 0:0, 4:0) Spielbericht | Niederlande | ArenaPark Haupthalle, Istanbul Zuschauer: 205 |

| 3. Juli 2022 20:00 Uhr | Großbritannien | 2:1 n. V. (0:0, 1:1, 0:0, 1:0) Spielbericht | Niederlande | ArenaPark Haupthalle, Istanbul Zuschauer: 557 |

| Pl. |                | Sp | S | OTS | OTN | N | Tore  | Punkte |
| --- | -------------- | -- | - | --- | --- | - | ----- | ------ |
| 1.  | Spanien        | 2  | 2 | 0   | 0   | 0 | 08:0  | 6      |
| 2.  | Großbritannien | 2  | 0 | 1   | 0   | 1 | 02:05 | 2      |
| 3.  | Niederlande    | 2  | 0 | 0   | 1   | 1 | 01:06 | 1      |

Abkürzungen: Pl. = Platz, Sp = Spiele, S = Siege, OTS = Siege nach Verlängerung (Overtime) oder Penaltyschießen, OTN = Niederlagen nach Verlängerung oder Penaltyschießen, N = Niederlagen

Erläuterungen: Teilnehmer am Finale, Teilnehmer am Spiel um Platz 3

#### Gruppe E
| 1. Juli 2022 16:30 Uhr (Ortszeit) | Australien | 5:0 (2:0, 1:0, 2:0) Spielbericht | Türkei | ArenaPark Haupthalle, Istanbul Zuschauer: 63 |

| 2. Juli 2022 16:30 Uhr | Lettland | 1:2 (1:1, 0:0, 0:1) Spielbericht | Australien | ArenaPark Haupthalle, Istanbul Zuschauer: 55 |

| 3. Juli 2022 16:30 Uhr | Lettland | 5:1 (2:0, 1:-1, 2:0) Spielbericht | Türkei | ArenaPark Haupthalle, Istanbul Zuschauer: 80 |

| Pl. |            | Sp | S | OTS | OTN | N | Tore  | Punkte |
| --- | ---------- | -- | - | --- | --- | - | ----- | ------ |
| 1.  | Australien | 2  | 2 | 0   | 0   | 0 | 07:01 | 6      |
| 2.  | Lettland   | 2  | 1 | 0   | 0   | 1 | 06:03 | 3      |
| 3.  | Türkei     | 2  | 0 | 0   | 0   | 2 | 01:10 | 0      |

Abkürzungen: Pl. = Platz, Sp = Spiele, S = Siege, OTS = Siege nach Verlängerung (Overtime) oder Penaltyschießen, OTN = Niederlagen nach Verlängerung oder Penaltyschießen, N = Niederlagen

Erläuterungen: Teilnehmer am Spiel um Platz 3, Teilnehmer am Spiel um Platz 5

#### Gruppe F
| 1. Juli 2022 13:00 Uhr (Ortszeit) | Mexiko | 5:2 (2:0, 1:2, 2:0) Spielbericht | Island | ArenaPark Haupthalle, Istanbul Zuschauer: 50 |

| 2. Juli 2022 13:00 Uhr | Kasachstan | 2:0 (0:0, 1:0, 1:0) Spielbericht | Island | ArenaPark Haupthalle, Istanbul Zuschauer: 32 |

| 3. Juli 2022 13:00 Uhr | Mexiko | 6:1 (2:1, 2:0, 2:0) Spielbericht | Kasachstan | ArenaPark Haupthalle, Istanbul Zuschauer: 73 |

| Pl. |            | Sp | S | OTS | OTN | N | Tore  | Punkte |
| --- | ---------- | -- | - | --- | --- | - | ----- | ------ |
| 1.  | Mexiko     | 2  | 2 | 0   | 0   | 0 | 11:03 | 6      |
| 2.  | Kasachstan | 2  | 1 | 0   | 0   | 1 | 03:06 | 3      |
| 3.  | Island     | 2  | 0 | 0   | 0   | 2 | 02:07 | 0      |

Abkürzungen: Pl. = Platz, Sp = Spiele, S = Siege, OTS = Siege nach Verlängerung (Overtime) oder Penaltyschießen, OTN = Niederlagen nach Verlängerung oder Penaltyschießen, N = Niederlagen

Erläuterungen: Teilnehmer am Spiel um Platz 7

### Finalrunde
Der Sieger des Endspiels steigt in die Gruppe B der Division I auf.
Spiel um Platz 7
| 5. Juli 2022 9:30 Uhr (Ortszeit) | Mexiko | 2:0 (0:0, 0:0, 2:0) Spielbericht | Kasachstan | ArenaPark Haupthalle, Istanbul Zuschauer: 58 |

Spiel um Platz 5
| 5. Juli 2022 13:00 Uhr | Lettland | 5:1 (2:0, 1:0, 2:1) Spielbericht | Türkei | ArenaPark Haupthalle, Istanbul Zuschauer: 63 |

Spiel um Platz 3
| 5. Juli 2022 16:30 Uhr | Niederlande | 1:2 (1:1, 0:0, 0:1) Spielbericht | Australien | ArenaPark Haupthalle, Istanbul Zuschauer: 169 |

Finale
| 5. Juli 2022 20:00 Uhr | Spanien | 3:1 (3:0, 0:1, 0:0) Spielbericht | Großbritannien | ArenaPark Haupthalle, Istanbul Zuschauer: 527 |

### Abschlussplatzierungen
| Pl. | Team           |
| --- | -------------- |
| 1   | Spanien        |
| 2   | Großbritannien |
| 3   | Australien     |
| 4   | Niederlande    |
| 5   | Lettland       |
| 6   | Türkei         |
| 7   | Mexiko         |
| 8   | Kasachstan     |
| 9   | Island         |

Erläuterungen: Aufsteiger in die Division IB

### Auf- und Abstieg
| Absteiger in die Division II:  | ~Niemandsland |
| Aufsteiger in die Division IB: | Spanien       |